# Zasław

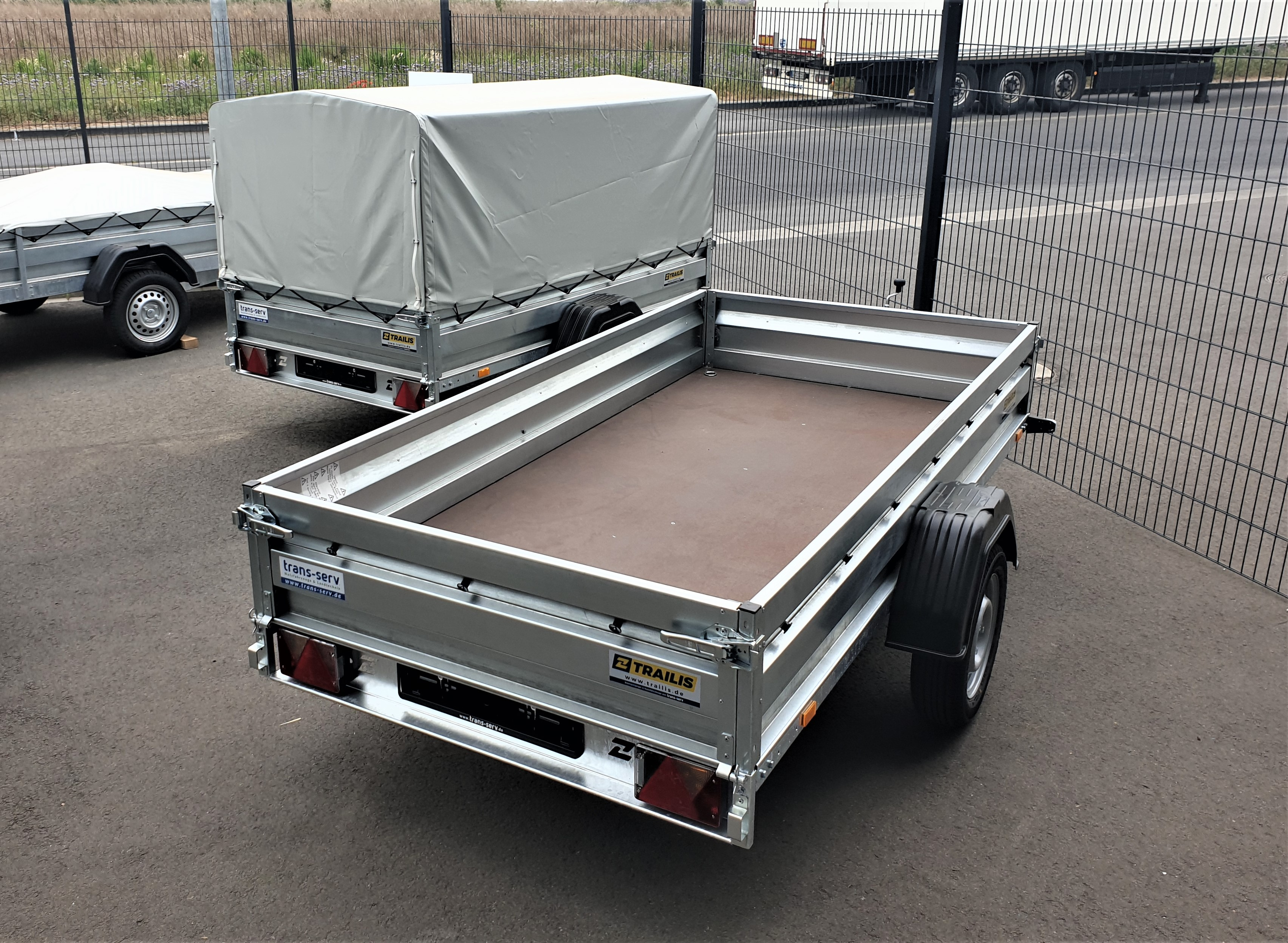
Unter dem Markennamen Trailis in Deutschland vertriebene Kleinanhänger.

Zasław ist ein polnischer Hersteller von Anhängern und Aufliegern für den Einsatz an Personenkraftwagen, Lastkraftwagen und Schleppern. Das ehemals staatliche und nach dem politischen Umbruch in Polen privatisierte Unternehmen zählt innerhalb Osteuropas zu den ältesten und bekanntesten Vertretern seiner Branche.

## Unternehmensprofil
Während der nach dem Zweiten Weltkrieg in Polen eingeführten Planwirtschaft, fungierte Zasław ab 1953 als einziger zugelassener Hersteller von landwirtschaftlichen Traktorenanhängern, womit das Unternehmen eine Sonderstellung in der polnischen Automobilindustrie einnahm. Ab 1966 produzierte der damals staatliche Betrieb auch eigens entwickelte Muldenkipper, die vornehmlich unter dem Markennamen Autosan vertrieben wurden. Nach 1989 erfolgte im Zuge der Liberalisierung des polnischen Wirtschaftsmarktes die Privatisierung und Modernisierung der Betriebsstätten. 2007 wurde das Unternehmen Mehrheitseigner des polnischen Motorenwerkes Andoria.
Mittlerweile stellt das Unternehmen neben landwirtschaftlichen Nutzfahrzeugen auch alle gängigen Auflieger, Anhänger und Aufbauten für den Einsatz im Güterkraftverkehr her, die sowohl auf dem heimischen Markt, als auch in Deutschland, Österreich, Frankreich, Tschechien, der Slowakei, der Ukraine und dem gesamten Baltikum vertrieben werden. Auf einigen dieser Absatzmärkte tritt das Unternehmen unter dem Markennamen Trailis auf, so je nach Produktsegment auch in Deutschland. Seit 2018 stellt das Unternehmen unter jener Marke Trailis auch Kleinanhänger für den privaten Gebrauch her, die von Vertragspartnern vertrieben werden.
Zu den stärksten polnischen Konkurrenten des Unternehmens zählen unter anderem die Nutzfahrzeughersteller Wielton, Feber und Mega.